# ديفيد جي. ميتشيل
ديفيد جي. ميتشيل هو مؤرخ وسياسي كندي، ولد في 15 مارس 1954 في مونتريال في كندا. نشط حزبياً في BC United ‏.

## وصلات خارجية
- الموقع الرسمي